# エトルーブル
エトルーブル（フランス語: Étroubles [etʁubl]）は、イタリア共和国ヴァッレ・ダオスタ州にある、人口約1,000人の基礎自治体（コムーネ）。

## 地理

### 位置・広がり

#### 隣接コムーネ
隣接するコムーネは以下の通り。括弧内のCH-VSはスイス・ヴァレー州所属を示す。
- アレアン
- Bourg-Saint-Pierre (CH-VS)
- ドウエス
- ジニョー
- オロモン
- サン＝トーヤン

## 行政

### 分離集落
エトルーブルには、以下の分離集落（フラツィオーネ）がある。
- Bezet, Chez-les-Blancs, Cerisey, Échevennoz, Éternod, La Collère, Lavanche, Pallais, Prailles, Vachéry, Véyaz